# Olive McKean
Olive McKean (Estados Unidos, 10 de agosto de 1915-31 de marzo de 2006) fue una nadadora estadounidense especializada en pruebas de estilo libre, donde consiguió ser medallista de bronce olímpica en 1936 en los 4 x 100 metros.

## Carrera deportiva
En los Juegos Olímpicos de Berlín 1936 ganó la medalla de bronce en los relevos de 4 x 100 metros estilo libre, con un tiempo 4:40.2 segundos), tras Países Bajos (oro) y Alemania (plata); sus compañeras de equipo fueron las nadadoras: Mavis Freeman, Bernice Lapp y Katherine Rawls.